# 豊田市立東広瀬小学校
豊田市立東広瀬小学校（とよたしりつ ひがしひろせしょうがっこう）は、愛知県豊田市東広瀬町にある公立小学校。

## 概要
- 校区は石野町、勘八町（長根）、国附町、小峯町、下室町、力石町、富田町、東広瀬町、押沢町、藤沢町、松嶺町であり、公立中学校に進学する場合は豊田市立石野中学校へ進学する[1]。

## 沿革
- 1872年（明治5年）
  - 6月15日 - 東広瀬村に東広瀬郷学校が開校。弘誓院[注釈 1]を仮校舎とする。
  - 12月 - 金泉寺[注釈 2]を仮校舎とする。
- 1873年（明治6年）11月 - 野口村に野口分教場を設置する。
- 1875年（明治8年）12月 - 野口分教場が野口学校として独立する。
- 1878年（明治11年） - 力石村、東枝下村、東広瀬村が合併し、石下瀬村となる。
- 1887年（明治20年）4月 - 尋常小学中金学校に統合され、尋常小学中金学校東広瀬分教場となる。
- 1889年（明治22年）10月1日 - 石下瀬村、小峯村、国附村が合併し、石下瀬村が発足。
- 1892年（明治25年）5月 - 石下瀬尋常小学校として独立する。
- 1893年（明治26年）9月 - 校舎を新築し、移転する。
- 1906年（明治39年）7月1日 - 石下瀬村、中野村、七重村と富貴下村の一部（松峯、押沢、藤沢、富田）が合併し、石野村が発足する。
- 1907年（明治40年）1月 - 石野第一尋常小学校に改称する。
- 1912年（明治45年）2月 - 現在の豊田市立東広瀬こども園の場所に校舎を新築し、移転する。
- 1920年（大正9年）8月 - 高等科を設置し、石野第一尋常高等小学校に改称する。
- 1941年（昭和16年）4月1日 - 石野村立石下瀬国民学校に改称する。
- 1947年（昭和22年）4月1日 - 石野村立石下瀬小学校に改称する。
- 1955年（昭和30年）3月1日 - 保見村と石野村が猿投町に編入される。同時に猿投町立東広瀬小学校に改称する。
- 1967年（昭和42年）4月1日 - 猿投町が豊田市へ編入される。同時に豊田市立東広瀬小学校に改称する。
- 1971年（昭和46年） - 現在地に校舎（鉄筋コンクリート造）が完成し、移転する。
- 2010年（平成22年）4月 - 豊田市立藤沢小学校を統合する。

## 交通アクセス
- 石野地域バス【石野交流館コース】「東広瀬団地」バス停より徒歩約3分。
- とよたおいでんバス【5系統　旭・豊田線】【8系統　さなげ・足助線】「広瀬」バス停より徒歩約12分。

## 周辺施設
- 豊田市立石野中学校
- 豊田市立西広瀬小学校
- 豊田市立東広瀬こども園
- 旧・名鉄三河線三河広瀬駅